# Italienska F3-mästerskapet 2008
Italienska F3-mästerskapet 2008 var ett race som vanns av Mirko Bortolotti.

## Delsegrare
| Bana       | Vinnare          | Vinnare          |
| ---------- | ---------------- | ---------------- |
| Mugello    | Edoardo Piscopo  | Edoardo Piscopo  |
| Magione    | Edoardo Piscopo  | Edoardo Piscopo  |
| Monza      | Mirko Bortolotti | Mirko Bortolotti |
| Mugello    | Mirko Bortolotti | Mirko Bortolotti |
| Vairano    | Mirko Bortolotti | Mirko Bortolotti |
| Misano     | Mirko Bortolotti | Edoardo Piscopo  |
| Adria      | Edoardo Piscopo  | Edoardo Piscopo  |
| Vallelunga | Mirko Bortolotti | Mirko Bortolotti |

## Slutställning
| Plats | Förare                | Poäng |
| ----- | --------------------- | ----- |
| 1     | Mirko Bortolotti      | 150   |
| 2     | Edoardo Piscopo       | 127   |
| 3     | Salvatore Cicatelli   | 61    |
| 4     | Francesco Castellacci | 57    |
| 5     | Giovanni Nava         | 53    |
| 6     | Marco Zipoli          | 51    |
| 7     | Tom Dillmann          | 29    |
| 8     | Nico Verdonck         | 29    |